# 허용 관계
보편 대수학과 격자 이론에서 허용 관계(영어: tolerance relation)는 대수 구조의 연산과 호환되는 반사 대칭 관계이다. 즉, 합동 관계에서 추이성 조건을 없애 얻는 개념이다. 허용 관계에 대한 몫 대수는 합동 관계에 대한 몫 대수를 일반화한다. 합동 관계와 달리, 허용 관계에 대한 몫 대수는 존재하지 않을 수 있으며, 몫 대수는 (만약 존재한다면) 항등식들을 보존할 필요가 없다.

## 정의
대수 구조 위의 허용 관계는 통상적으로 모든 연산들과 호환되는 반사 대칭 관계로 정의되며, 특별한 조건을 만족시키는 덮개로 정의할 수도 있다. 이 두 정의는 서로 동치이다. 부호수 {\displaystyle F}의 대수 구조 {\displaystyle (A,F_{A})} 위의 허용 관계들은 포함 관계에 따라 대수적 격자 {\displaystyle \operatorname {Tolr} (A)}를 이룬다. 합동 관계 격자 {\displaystyle \operatorname {Cong} (A)}는 허용 관계 격자 {\displaystyle \operatorname {Tolr} (A)}의 부분 순서 집합이지만, 부분 격자일 필요는 없다.

### 이항 관계를 통한 정의
부호수 {\displaystyle F}의 대수 구조 {\displaystyle (A,F_{A})} 위의 허용 관계는 다음 조건을 만족시키는 {\displaystyle A} 위의 이항 관계 {\displaystyle \sim }이다.
- (반사성) 임의의 {\displaystyle a\in A}에 대하여, {\displaystyle a\sim a}
- (대칭성) 임의의 {\displaystyle a,b\in A}에 대하여, 만약 {\displaystyle a\sim b}라면, {\displaystyle b\sim a}
- (연산과의 호환) {\displaystyle \{(a,b)\colon a\sim b\}}는 두 {\displaystyle A}의 직접곱 {\displaystyle A^{2}}의 부분 대수이다. 즉, 임의의 {\displaystyle n}항 연산 {\displaystyle f\in F} 및 {\displaystyle a_{1},\dots ,a_{n},b_{1},\dots ,b_{n}\in A}에 대하여, 만약 임의의 {\displaystyle i=1,\dots ,n}에 대하여 {\displaystyle a_{i}\sim b_{i}}라면, {\displaystyle f_{A}(a_{1},\dots ,a_{n})\sim f_{A}(b_{1},\dots ,b_{n})}.

합동 관계는 추이적 허용 관계이다.

### 덮개를 통한 정의
부호수 {\displaystyle F}의 대수 구조 {\displaystyle (A,F_{A})} 위의 허용 관계는 다음 조건들을 만족시키는 {\displaystyle A}의 덮개 {\displaystyle {\mathcal {C}}\subseteq {\mathcal {P}}(A)}이다.:307, Theorem 3
- 임의의 {\displaystyle C\in {\mathcal {C}}} 및 {\displaystyle {\mathcal {S}}\subseteq {\mathcal {C}}}에 대하여, 만약 {\displaystyle \textstyle C\subseteq \bigcup {\mathcal {S}}}라면, {\displaystyle \textstyle \bigcap {\mathcal {S}}\subseteq C}이다.
  - 특히, {\displaystyle {\mathcal {C}}}의 서로 다른 두 원소는 서로를 포함하지 않는다. (이 사실은 {\displaystyle {\mathcal {S}}=\{D\}}를 취하여 얻는다.)
- 임의의 {\displaystyle S\subseteq A}에 대하여, 만약 {\displaystyle S}가 {\displaystyle {\mathcal {C}}}의 원소의 부분 집합이 아니라면, {\displaystyle {\mathcal {C}}}의 원소의 부분 집합이 아닌 두 원소 집합 {\displaystyle \{s,t\}\subseteq S}가 존재한다.
- 임의의 {\displaystyle n}항 연산 {\displaystyle f\in F} 및 {\displaystyle C_{1},\dots ,C_{n}\in {\mathcal {C}}}에 대하여, {\displaystyle f_{A}[C_{1}\times \cdots \times C_{n}]\subseteq f_{A/{\sim }}(C_{1},\dots ,C_{n})}인 {\displaystyle f_{A/{\sim }}(C_{1},\dots ,C_{n})\in {\mathcal {C}}}가 존재한다. (이러한 {\displaystyle f_{A/{\sim }}(C_{1},\dots ,C_{n})}는 일반적으로 유일하지 않다.)

집합의 분할은 정의의 처음 두 조건을 만족시키지만, 그 역은 성립하지 않는다. 합동 관계는 집합의 분할을 이루는 허용 관계이다.

### 두 정의의 동치
이항 관계로서의 허용 관계와 덮개로서의 허용 관계의 정의는 서로 동치이다. 구체적으로, 부호수 {\displaystyle F}의 대수 구조 {\displaystyle (A,F_{A})} 위의 이항 관계 {\displaystyle \sim }가 허용 관계라고 하자. {\displaystyle A/{\sim }}이 다음 조건을 만족시키는 극대 부분 집합 {\displaystyle C\subseteq A}들의 집합이라고 하자.
- 임의의 {\displaystyle c,d\in C}에 대하여, {\displaystyle c\sim d}

그래프 이론의 용어를 사용하면, {\displaystyle A/{\sim }}은 그래프 {\displaystyle (A,\sim )}의 극대 클릭들의 집합이다. 합동 관계의 경우 이는 단순히 동치류들의 몫집합이다. 그렇다면, {\displaystyle A/{\sim }}는 {\displaystyle A}의 덮개이며, 덮개로서 허용 관계를 이룬다. (덮개 정의의 마지막 조건은 초른 보조정리를 사용하여 보일 수 있다.) 반대로, 허용 관계를 이루는 {\displaystyle (A,F_{A})}의 덮개 {\displaystyle {\mathcal {C}}}가 주어졌을 때, 임의의 {\displaystyle a,b\in A}에 대하여
{\displaystyle a\sim _{\mathcal {C}}b\iff \exists C\in {\mathcal {C}}\colon a,b\in C}
라고 하자. 그렇다면, {\displaystyle \sim _{\mathcal {C}}}는 이항 관계로서 허용 관계를 이룬다. {\displaystyle {\sim }\mapsto A/{\sim }}과 {\displaystyle {\mathcal {C}}\mapsto {\sim _{\mathcal {C}}}}는 이항 관계로서의 허용 관계들과 덮개로서의 허용 관계들 사이의 일대일 대응이며, 서로 역함수이다. 따라서 두 정의는 서로 동치이다. 허용 관계가 이항 관계로서 동치 관계인 것은 덮개로서 집합의 분할인 것과 동치이다. 즉, 합동 관계의 두 가지 정의도 서로 일치한다.

### 허용 관계에 대한 몫 대수
부호수 {\displaystyle F}의 대수 구조 {\displaystyle (A,F_{A})} 위에 허용 관계 {\displaystyle \sim }이 주어졌다고 하자. 만약 임의의 {\displaystyle n}항 연산 {\displaystyle f\in F} 및 {\displaystyle C_{1},\dots ,C_{n}\in A/{\sim }}에 대하여,
{\displaystyle f_{A}[C_{1}\times \cdots \times C_{n}]\subseteq f_{A/{\sim }}(C_{1},\dots ,C_{n})}
인 {\displaystyle f_{A/{\sim }}(C_{1},\dots ,C_{n})}이 유일하게 존재한다면, 이는 자연스럽게 {\displaystyle (A,F_{A})}의 {\displaystyle \sim }에 대한 몫 대수
{\displaystyle (A/{\sim },F_{A/{\sim }})}
를 정의한다. 합동 관계의 경우, 이러한 유일성 조건은 항상 만족되며, 정의된 몫 대수는 통상적인 몫 대수와 일치한다.
부호수 {\displaystyle F}의 대수 구조 다양체 {\displaystyle {\mathcal {V}}}가 다음 조건을 만족시키면, 허용 몫 가능 다양체(영어: tolerance factorable variety)라고 한다.
- 임의의 {\displaystyle (A,F_{A})\in {\mathcal {V}}} 및 허용 관계 {\displaystyle \sim } 및 {\displaystyle n}항 연산 {\displaystyle f\in F} 및 {\displaystyle C_{1},\dots ,C_{n}\in A/{\sim }}에 대하여, {\displaystyle f_{A}[C_{1}\times \cdots \times C_{n}]\subseteq f_{A/{\sim }}(C_{1},\dots ,C_{n})}인 유일한 {\displaystyle f_{A/{\sim }}(C_{1},\dots ,C_{n})}이 존재한다. (따라서, 몫 대수 {\displaystyle (A/{\sim },F_{A/{\sim }})}가 존재한다.)

부호수 {\displaystyle F}의 대수 구조 다양체 {\displaystyle {\mathcal {V}}}가 다음 두 조건을 만족시키면, 강하게 허용 몫 가능 다양체(영어: strongly tolerance factorable variety)라고 한다.
- 허용 몫 가능 다양체이다.
- 임의의 {\displaystyle (A,F_{A})\in {\mathcal {V}}} 및 허용 관계 {\displaystyle \sim }에 대하여, {\displaystyle (A/{\sim },F_{A/{\sim }})\in {\mathcal {V}}}

모든 강하게 허용 몫 가능 다양체는 허용 몫 가능 다양체이지만, 그 역은 성립하지 않는다.

## 성질
만약 부호수 {\displaystyle F}의 대수 구조 {\displaystyle (A,F_{A})}가 멱등 대수 구조라면 ({\displaystyle \forall f\in F\forall a\in A\colon f_{A}(a,\dots ,a)=a}), 임의의 허용 관계 {\displaystyle \sim } 및 {\displaystyle C\in A/{\sim }}에 대하여, {\displaystyle C}는 {\displaystyle A}의 부분 대수이다.:308, Theorem 4
증명:
임의의 {\displaystyle n}항 연산 {\displaystyle f\in F} 및 {\displaystyle c_{1},\dots ,c_{n}\in C}에 대하여, {\displaystyle f_{A}(c_{1},\dots ,c_{n})\in C}를 보이면 된다. 임의의 {\displaystyle c\in C}에 대하여, {\displaystyle c_{i}\sim c}({\displaystyle i=1,\dots ,n})이므로,
{\displaystyle c=f_{A}(c,\dots ,c)\sim f_{A}(c_{1},\dots ,c_{n})}
이다. {\displaystyle C}의 극대성에 따라, {\displaystyle f_{A}(c_{1},\dots ,c_{n})\in C}이다.

### 존재
부호수 {\displaystyle F}의 대수 구조 {\displaystyle (A,F_{A})}가 다음 두 조건을 만족시킨다고 하자.
- {\displaystyle |A|\geq 3}
- {\displaystyle (A,F_{A})}의 연산의 값이 될 수 없는 원소 {\displaystyle a\in A}가 존재한다.

그렇다면, {\displaystyle (A,F_{A})} 위에 합동 관계가 아닌 허용 관계가 존재한다.:310, Theorem 8

### 합동 관계의 준동형 상
부호수 {\displaystyle F}의 대수 구조 {\displaystyle (A,F_{A})} 및 전사 준동형 {\displaystyle \phi \colon (A,F_{A})\to (B,F_{B})}가 주어졌다고 하자. {\displaystyle A} 위에 합동 관계 {\displaystyle R}가 주어졌을 때, {\displaystyle B} 위에 다음 이항 관계 {\displaystyle \phi (R)}를 정의하자.
{\displaystyle a\sim _{\phi (R)}b\iff \exists a'\in \phi ^{-1}(a)\exists b'\in \phi ^{-1}(b)\colon a'\sim _{R}b'\qquad (a,b\in B)}
그렇다면, {\displaystyle \phi (R)}는 {\displaystyle B} 위의 허용 관계이다.
강하게 허용 몫 가능 다양체 {\displaystyle {\mathcal {V}}}에서, 모든 허용 관계는 합동 관계의 준동형에 대한 상이다.

## 예

### 집합
집합은 {\displaystyle F=\varnothing }인 대수 구조이다. 집합 위의 허용 관계는 단순히 반사 대칭 관계가 된다. 따라서, 집합의 다양체는 자명하게 강하게 허용 몫 가능 다양체를 이룬다.

### 군
군 위에서, 모든 허용 관계는 합동 관계이다. 특히, 환, 벡터 공간, 가군, 불 대수 등의, 일부 연산을 잊었을 때 군을 이루는 대수 구조들 위에서도 마찬가지다.:261–262 따라서, 이들의 다양체가 강하게 허용 몫 가능 다양체를 이룬다는 사실 역시 자명하다.

### 격자
격자 {\displaystyle L} 위에 허용 관계 {\displaystyle \sim }이 주어졌을 때, {\displaystyle L/{\sim }}의 모든 원소는 {\displaystyle L}의 볼록 부분 격자를 이룬다. 따라서, 임의의 {\displaystyle A\in L/{\sim }}에 대하여,
{\displaystyle A=\mathop {\uparrow } A\cap \mathop {\downarrow } A}
이다. 특히,
- {\displaystyle a\sim b}일 필요충분조건은 {\displaystyle a\vee b\sim a\wedge b}이다.
- 만약 {\displaystyle a\sim b}이며, {\displaystyle a\leq c,d\leq b}라면, {\displaystyle c\sim d}이다.

증명:
만약 {\displaystyle a\sim b}라면,
{\displaystyle a\vee b=(a\vee b)\wedge a\sim (a\vee a)\wedge b=a\wedge b}
이다. 반대로, 만약  {\displaystyle a\vee b\sim a\wedge b}라면,
{\displaystyle a=a\vee (a\wedge b)\sim a\vee (a\vee b)=a\vee b}
이며, 마찬가지로
{\displaystyle b\sim a\vee b}
이다. 따라서,
{\displaystyle a=a\wedge (a\vee b)\sim (a\vee b)\wedge b=b}
이다.
만약 {\displaystyle a\sim b}이며, {\displaystyle a\leq c,d\leq b}라면,
{\displaystyle c=b\wedge c\sim a\wedge c=a}
이며, 마찬가지로
{\displaystyle d\sim a}
이다. 따라서,
{\displaystyle c=a\vee c\sim d\vee a=d}
이다.
모든 격자는 멱등 대수 구조이므로, 임의의 {\displaystyle A\in L/{\sim }}은 {\displaystyle L}의 부분 격자이다. 이제, {\displaystyle a,b\in A}, {\displaystyle c\in L}이며, {\displaystyle a\leq c\leq b}라고 하자. {\displaystyle A}의 극대성에 따라, {\displaystyle c\in A}를 보이려면, 임의의 {\displaystyle d\in A}에 대하여 {\displaystyle c\sim d}임을 보이는 것으로 족하다.
{\displaystyle a\wedge d\leq c\wedge d\leq c\vee d\leq b\vee d}
이므로,
{\displaystyle a\wedge d\sim b\vee d}
를 보이면 족하다. {\displaystyle A}가 부분 격자이므로, {\displaystyle a\wedge d,b\vee d\in A}이며, 따라서 {\displaystyle a\wedge d\sim b\vee d}이다.
격자의 다양체는 강하게 허용 몫 가능 다양체를 이룬다. 즉, 격자 {\displaystyle (L,\vee _{L},\wedge _{L})} 위에 허용 관계 {\displaystyle \sim }이 주어졌을 때, 임의의 {\displaystyle A,B\in L/{\sim }}에 대하여,
{\displaystyle \{a\vee _{L}b\colon a\in A,\;b\in B\}\subseteq A\vee _{L/{\sim }}B}
{\displaystyle \{a\wedge _{L}b\colon a\in A,\;b\in B\}\subseteq A\wedge _{L/{\sim }}B}
인 유일한 {\displaystyle A\vee _{L/{\sim }}B,A\wedge _{L/{\sim }}B\in L/{\sim }}이 존재하며, 또한 몫 대수
{\displaystyle (L/{\sim },\vee _{L/{\sim }},\wedge _{L/{\sim }})}
는 다시 격자를 이룬다.:44, Theorem 22
증명 ({\displaystyle L/{\sim }}은 대수):
임의의 {\displaystyle A,B,C\in L/{\sim }}에 대하여 다음 네 명제를 보이는 것으로 족하다. (첫 번째와 두 번째, 세 번째와 네 번째 명제는 서로 쌍대이므로, 첫 번째와 세 번째만을 증명한다.)
- 만약 {\displaystyle \mathop {\uparrow } A=\mathop {\uparrow } B}라면, {\displaystyle A=B}이다.
- 만약 {\displaystyle \mathop {\downarrow } A=\mathop {\downarrow } B}라면, {\displaystyle A=B}이다.
- 만약 {\displaystyle \{a\vee b\colon a\in A,\;b\in B\}\subseteq C}라면, {\displaystyle \mathop {\uparrow } C=\mathop {\uparrow } A\cap \mathop {\uparrow } B}이다.
- 만약 {\displaystyle \{a\wedge b\colon a\in A,\;b\in B\}\subseteq C}라면, {\displaystyle \mathop {\downarrow } C=\mathop {\downarrow } A\cap \mathop {\downarrow } B}이다.

첫 번째 명제의 증명. {\displaystyle U=(\mathop {\downarrow } A\vee _{\operatorname {Ideal} (L)}\mathop {\downarrow } B)\cap \mathop {\uparrow } A=(\mathop {\downarrow } A\vee _{\operatorname {Ideal} (L)}\mathop {\downarrow } B)\cap \mathop {\uparrow } B}라고 하자 ({\displaystyle \vee _{\operatorname {Ideal} (L)}}는 순서 아이디얼 격자에서의 상한). {\displaystyle A=\mathop {\uparrow } A\cap \mathop {\downarrow } A}, {\displaystyle B=\mathop {\uparrow } B\cap \mathop {\downarrow } B}이므로, {\displaystyle A\subseteq U}, {\displaystyle B\subseteq U}이다. {\displaystyle A}와 {\displaystyle B}의 극대성에 따라, 임의의 {\displaystyle u,u'\in U}에 대하여 {\displaystyle u\sim u'}임을 보이면 족하다. {\displaystyle u\leq a\vee b}, {\displaystyle u'\leq a'\vee b'}, {\displaystyle a,a'\in A}, {\displaystyle b,b'\in B}이며, {\displaystyle x=u\wedge u'\wedge a\wedge a'\wedge b\wedge b'}라고 하자. {\displaystyle x\leq u,u'\leq a\vee a'\vee b\vee b'}이므로, {\displaystyle x\sim a\vee a'\vee b\vee b'}를 보이면 족하다. {\displaystyle x\leq a,b}이므로 {\displaystyle x\in \mathop {\downarrow } A\cap \mathop {\downarrow } B}이다. 또한, {\displaystyle u,u',a,a'\in \mathop {\uparrow } A}, {\displaystyle u,u',b,b'\in \mathop {\uparrow } B}, {\displaystyle \mathop {\uparrow } A=\mathop {\uparrow } B}이므로 {\displaystyle x\in \mathop {\uparrow } A=\mathop {\uparrow } B}이다. 따라서, {\displaystyle x\in A\cap B}이다. {\displaystyle a\vee a'\in A}, {\displaystyle b\vee b'\in B}이므로 {\displaystyle x\sim a\vee a'}, {\displaystyle x\sim b\vee b'}이며, 따라서 {\displaystyle x\sim a\vee a'\vee b\vee b'}이다.
세 번째 명제의 증명. 우선, {\displaystyle \mathop {\uparrow } A\cap \mathop {\uparrow } B=\mathop {\uparrow } \{a\vee b\colon a\in A,\;b\in B\}\subseteq \mathop {\uparrow } C}이다. 이제, 임의의 {\displaystyle c\in C}에 대하여 {\displaystyle c\in \mathop {\uparrow } A\cap \mathop {\uparrow } B}임을 보이면 족하다. {\displaystyle c\not \in \mathop {\uparrow } A}라고 가정하자. 임의의 {\displaystyle a\in A}와 {\displaystyle b\in B}를 취하자. 임의의 {\displaystyle x\in A}에 대하여, {\displaystyle x\vee a\vee b,c\in C}이므로 {\displaystyle x\vee a\vee b\sim c}이며, {\displaystyle x,a\in A}이므로 {\displaystyle x\vee a\sim x\wedge a}이다. 따라서, {\displaystyle x\vee a\sim x\wedge a\wedge c}이다. {\displaystyle x\vee a\geq x,a\wedge c\geq x\wedge a\wedge c}이므로, {\displaystyle x\sim a\wedge c}이다. {\displaystyle A}의 극대성에 따라, {\displaystyle a\wedge c\in A}이며, 따라서 {\displaystyle c\in \mathop {\uparrow } (a\wedge c)\subseteq \mathop {\uparrow } A}이다. 이는 모순이다.
증명 ({\displaystyle L/{\sim }}은 격자):
위 증명에 따라, 필터 격자와 순서 아이디얼 격자로 가는 자연스러운 단사 함수
{\displaystyle \uparrow \colon L/{\sim }\to \operatorname {Filter} (L)}
{\displaystyle \downarrow \colon L/{\sim }\to \operatorname {Ideal} (L)}
가 존재하며, 항상
{\displaystyle \mathop {\uparrow } (A\vee _{L/{\sim }}B)=\mathop {\uparrow } A\cap \mathop {\uparrow } B=\mathop {\uparrow } A\wedge _{\operatorname {Filter} (L)}\mathop {\uparrow } B}
{\displaystyle \mathop {\downarrow } (A\wedge _{L/{\sim }}B)=\mathop {\downarrow } A\cap \mathop {\downarrow } B=\mathop {\downarrow } A\wedge _{\operatorname {Ideal} (L)}\mathop {\downarrow } B}
가 성립한다. 따라서, {\displaystyle (L/{\sim },\vee _{L/{\sim }})}과 {\displaystyle (L/{\sim },\wedge _{L/{\sim }})}은 각각 가환 반군 {\displaystyle (\operatorname {Filter} (L),\wedge _{\operatorname {Filter} (L)})} 및 {\displaystyle (\operatorname {Ideal} (L),\wedge _{\operatorname {Ideal} (L)})}의 부분 반군과 동형이다 (격자로서의 동형일 필요는 없다). 이제, 흡수 법칙을 보이는 일만 남았다. 쌍대성에 따라 두 흡수 법칙 가운데 하나
{\displaystyle A\vee _{L/{\sim }}(A\wedge _{L/{\sim }}B)=A}
만을 보여도 좋다. {\displaystyle \wedge _{L/{\sim }}}의 정의에 따라
{\displaystyle \mathop {\uparrow } (A\wedge _{L/{\sim }}B)\supseteq \mathop {\uparrow } \{a\wedge b\colon a\in A,\;b\in B\}=\mathop {\uparrow } A\vee _{\operatorname {Filter} (L)}\mathop {\uparrow } B\supseteq \mathop {\uparrow } A}
이므로,
{\displaystyle \mathop {\uparrow } (A\vee _{L/{\sim }}(A\wedge _{L/{\sim }}B))=\mathop {\uparrow } A\cap \mathop {\uparrow } (A\wedge _{L/{\sim }}B)=\mathop {\uparrow } A}
이다. 따라서 위 흡수 법칙은 참이다.
특히, 분배 격자와 모듈러 격자는 임의의 허용 관계에 대하여 몫 격자를 취할 수 있다. 그러나, 이러한 몫 격자가 다시 분배 격자나 모듈러 격자가 될 필요는 없다. 즉, 분배 격자의 다양체와 모듈러 격자의 다양체는 허용 몫 가능 다양체이지만, 강하게 허용 몫 가능 다양체가 아니다.:40 사실, 격자 다양체의 모든 부분 다양체는 허용 몫 가능 다양체이지만, 격자 다양체의 강하게 허용 몫 가능 부분 다양체는 격자 다양체 전체와 자명한 (한 원소 격자로 구성된) 부분 다양체밖에 없다. 이는 모든 격자는 두 원소 격자들의 직접곱의 부분 격자의 허용 관계에 대한 몫 격자의 부분 격자와 동형이기 때문이다.:40, Theorem 3
상대 여원 격자 위의 모든 허용 관계는 합동 관계이다.:308, Theorem 5 반대로, 모든 허용 관계가 합동 관계인 분배 격자는 상대 여원 격자이다.:310, Corollary 2
모든 크기 3 이상의 격자는, 합동 관계가 아닌 허용 관계가 존재하는 부분 격자를 갖는다.:308, Corollary 1

## 참고 문헌
1. 1 2  Chajda, Ivan; Radeleczki, Sándor (2014). “Notes on tolerance factorable classes of algebras”. 《Acta Scientiarum Mathematicarum》 (영어) 80 (3-4): 389–397. doi:10.14232/actasm-012-861-x. ISSN 0001-6969. MR 3307031. S2CID 85560830. Zbl 1321.08002.
2. 1 2 3 4 5 6  Chajda, Ivan; Niederle, Josef; Zelinka, Bohdan (1976). “On existence conditions for compatible tolerances”. 《Czechoslovak Mathematical Journal》 (영어) 26 (101): 304–311. doi:10.21136/CMJ.1976.101403. ISSN 0011-4642. MR 0401561. Zbl 0333.08006. EuDML 12943.
3. ↑  Chajda, Ivan; Czédli, Gábor; Halaš, Radomír (2013). “Independent joins of tolerance factorable varieties”. 《Algebra Universalis》 (영어) 69 (1): 83–92. arXiv:1207.1732. doi:10.1007/s00012-012-0213-0. ISSN 0002-5240. MR 3029971. Zbl 1295.08006.
4. ↑  Schein, Boris M. (1987). “Semigroups of tolerance relations”. 《Discrete Mathematics》 (영어) 64: 253–262. doi:10.1016/0012-365X(87)90194-4. ISSN 0012-365X. MR 0887364. Zbl 0615.20045.
5. 1 2 3  Czédli, Gábor (1982). “Factor lattices by tolerances”. 《Acta Scientiarum Mathematicarum》 (영어) 44: 35–42. ISSN 0001-6969. MR 0660510. Zbl 0484.06010.
6. ↑  Grätzer, George; Wenzel, G. H. (1990). “Notes on tolerance relations of lattices”. 《Acta Scientiarum Mathematicarum》 (영어) 54 (3-4): 229–240. ISSN 0001-6969. MR 1096802. Zbl 0727.06011.
7. ↑  Grätzer, George (2011). 《Lattice Theory: Foundation》 (영어). Basel: Springer. doi:10.1007/978-3-0348-0018-1. ISBN 978-3-0348-0017-4. LCCN 2011921250. MR 2768581. Zbl 1233.06001.